# Franco Agostinelli
Franco Agostinelli (Arezzo, 1º gennaio 1944) è un vescovo cattolico italiano, dal 15 maggio 2019 vescovo emerito di Prato.

## Biografia
Nasce ad Arezzo, città capoluogo di provincia e sede vescovile, il 1º gennaio 1944.

### Formazione e ministero sacerdotale
Studia presso il seminario di Arezzo.
Il 9 giugno 1968 è ordinato presbitero, nella cattedrale dei Santi Pietro e Donato ad Arezzo, dal vescovo Telesforo Giovanni Cioli.
Conseguita la laurea in teologia alla Pontificia Università Lateranense, continua gli studi presso l'Accademia alfonsiana a Roma.
Ricopre dapprima l'incarico di vicario coadiutore della cattedrale e poi quello di parroco della parrocchia del Sacro Cuore, quindi, dal 1984, come vicario episcopale della Pastorale e direttore dell'Ufficio catechistico.
Rettore del seminario vescovile dal 1992 al 1994, nel 1997 è poi nominato vicario generale della diocesi di Arezzo-Cortona-Sansepolcro dal vescovo Flavio Roberto Carraro e confermato nell'ufficio nel 1999 dal successore Gualtiero Bassetti.

### Ministero episcopale

#### Vescovo di Grosseto
Il 17 novembre 2001 papa Giovanni Paolo II lo nomina vescovo di Grosseto; succede al dimissionario Giacomo Babini. Il 6 gennaio 2002 riceve l'ordinazione episcopale, nella basilica di San Pietro in Vaticano, per imposizione delle mani dello stesso pontefice, co-consacranti gli arcivescovi Leonardo Sandri e Robert Sarah (poi entrambi cardinali). Il 3 febbraio successivo prende possesso della diocesi, nella cattedrale di Grosseto.
Come vescovo grossetano effettua la visita pastorale della diocesi, tra il 2005 e il 2008, e indice il sinodo diocesano nel 2009. Nel 2004 istituisce in città la parrocchia dedicata alla beata Teresa di Calcutta nel nuovo quartiere della Cittadella.
Durante la visita pastorale, nell'ottobre 2007 è coinvolto per alcuni giorni in un vivace dibattito sulla stampa nazionale italiana. Visitando la parrocchia del quartiere grossetano Barbanella si sarebbe recato a fare visita anche al comitato locale dell'Arcigay: è infatti sua abitudine premurarsi di visitare tutte le realtà sociali, ecclesiali e non ecclesiali, cattoliche e non cattoliche che si trovano sul territorio oggetto della sua visita pastorale. L'Arcigay interpreta la visita come un avallo alle associazioni omosessuali da parte di un vescovo cattolico. All'incontro si era recato a Grosseto il presidente dell'associazione, Aurelio Mancuso, ed erano presenti numerosi giornalisti. Il vescovo, vista la presenza della stampa, rinuncia alla visita, essendo stata - in sua opinione - «strumentalizzata», e fa sapere che sarebbe stata effettuata in un altro momento al di fuori di qualsiasi tentativo di distorsione politica e mediatica. Agostinelli continua a dimostrare un'apertura al dialogo con il mondo omosessuale incontrando negli anni altre associazioni.

#### Vescovo di Prato
Il 29 settembre 2012 papa Benedetto XVI lo nomina vescovo di Prato; succede a Gastone Simoni, dimessosi per raggiunti limiti di età. Il 25 novembre seguente prende possesso della diocesi.
Il 15 maggio 2019 papa Francesco accoglie la sua rinuncia, presentata per raggiunti limiti di età; gli succede Giovanni Nerbini, fino ad allora vicario generale di Fiesole. Rimane amministratore apostolico della diocesi fino all'ingresso del successore, avvenuto il 7 settembre seguente.

## Genealogia episcopale
La genealogia episcopale è:
- Cardinale Scipione Rebiba
- Cardinale Giulio Antonio Santori
- Cardinale Girolamo Bernerio, O.P.
- Arcivescovo Galeazzo Sanvitale
- Cardinale Ludovico Ludovisi
- Cardinale Luigi Caetani
- Cardinale Ulderico Carpegna
- Cardinale Paluzzo Paluzzi Altieri degli Albertoni
- Papa Benedetto XIII
- Papa Benedetto XIV
- Papa Clemente XIII
- Cardinale Enrico Benedetto Stuart
- Papa Leone XII
- Cardinale Chiarissimo Falconieri Mellini
- Cardinale Camillo Di Pietro
- Cardinale Mieczysław Halka Ledóchowski
- Cardinale Jan Maurycy Paweł Puzyna de Kosielsko
- Arcivescovo Józef Bilczewski
- Arcivescovo Bolesław Twardowski
- Arcivescovo Eugeniusz Baziak
- Papa Giovanni Paolo II
- Vescovo Franco Agostinelli